# Piotr Śmietański
Piotr Śmietański est un membre communiste polonais du ministère de la Sécurité publique (MBP) polonais et le principal bourreau des opposants politiques à la prison de Mokotów.
Il est né le 27 juin 1899 à Zawady et mort probablement le 23 février 1950.
Il a servi dans l'armée allemande pendant la Première Guerre mondiale. Il a participé à la guerre avec les bolcheviks.
À la suite de sa démobilisation, Śmietański s'est installé à Varsovie avec l'intention  de trouver un emploi. La tâche n'était pas facile, car il n'a suivi que quatre ans d'école primaire. Suivant les traces de son père, Śmietański était engagé dans des travaux manuels. Śmietański a établi assez rapidement des contacts avec le Parti communiste ouvrier de Pologne. Après une formation appropriée, il devient plombier.
Pendant l'occupation allemande, il était emprisonné à la prison de Pawiak pour vol. En 1943, il rejoint les rangs du Parti ouvrier polonais.
Lorsque l'armée soviétique libère Varsovie le 17 janvier 1945, Śmietański est envoyé au service de sécurité. Un an plus tard, il est transféré au centre de détention provisoire de la rue Rakowiecka. Avant que Śmietański ne devienne bourreau, il occupe divers postes, allant d'agent de renseignement à agent d'approvisionnement. Tout au long de la période, il montre des signes de sadisme et de démoralisation sociale. Sous l'influence de l'alcool, Śmietański est entré à plusieurs reprises dans les cellules de la prison, où il a abusé des détenus.
Exécuteur de Witold Pilecki en 1948 et de Hieronim Dekutowski en 1949, il est envoyé en vacances en raison de complications après la tuberculose. Il en décède dans le sanatorium du ministère de la Sécurité publique le 23 février 1950 et est enterré au cimetière Bródno à Varsovie.